# یواس‌سی‌جی‌سی ایتسکا (۱۹۰۷)
یواس‌سی‌جی‌سی ایتاسکا (۱۹۰۷) (به انگلیسی: USCGC Itasca (1907)) یک کشتی بود که طول آن ۱۹۰ فوت (۵۸ متر) بود. این کشتی در سال ۱۸۹۲ ساخته شد.